# GLAAD Media Awards 2007
La 18ª edizione dei GLAAD Media Awards si è tenuta nel 2007. Le cerimonie di premiazione hanno avuto luogo al Marriot Marquis di New York il 26 marzo, al Kodak Theatre di Los Angeles il 14 aprile e al Westin St. Francis di San Francisco il 28 aprile.

## New York
Excellence in Media Award
- Patti LaBelle

Vito Russo Award
- Tom Ford

Pioneer Award
- Kate Clinton

Miglior film della piccola distribuzione
- Non è peccato - La Quinceañera
- Imagine Me & You
- Shortbus
- Summer storm
- The History Boys

Miglior documentario
- All Aboard! Rosie's Family Cruise
- Billie Jean King: Portrait of a Pioneer
- My Mums Used to be Men
- One Punk Under God
- This Film is Not Yet Rated

Miglior serie Daytime drammatica;
- La valle dei pini
- Così gira il mondo
- General Hospital
- Passions

Miglior reality show
- Project Runway
- Big Brother: All-Stars
- The Amazing Race
- Queer Eye
- Work Out

Miglior episodio talk show
- "Wives Confess They are Gay", The Oprah Winfrey Show
- "Hate Crimes", The Tyra Banks Show
- "The Murder of a Boy Named Gwen", The Montel Williams Show
- "Transgender: A Struggle for Acceptance", The Montel Williams Show
- "Transsexuals", The Tyra Banks Show

Miglior cantante
- Scissor Sisters, Ta-Dah
- The Ditty Bops, Moon Over the Freeway
- Final Fantasy, He Poos Clouds
- Peaches, Impeach My Bush
- Pet Shop Boys, Fundamental

## Los Angeles
Vanguard Award
- Jennifer Aniston

Stephen F. Kolzak Award
- Martina Navrátilová

Riconoscimento Speciale
- The Colbert Report

Miglior film della grande distribuzione
- Little Miss Sunshine
- Una voce nella notte
- Correndo con le forbici in mano
- Ricky Bobby - La storia di un uomo che sapeva contare fino a uno
- V per Vendetta

Miglior serie commedia
- Ugly Betty
- Desperate Housewives
- The Office
- So NoTORIous

Miglior serie drammatica
- Brothers & Sisters
- South of Nowhere
- The L Word
- Hex
- I Soprano

Miglior episodio serie TV
- "Un nuovo inizio"', Grey's Anatomy
- "Appuntamento al buio", 30 Rock
- "Gli amanti di Lincoln", American Dad!
- "Segreti impossibili", Cold Case
- "Vita da single", How I Met Your Mother

## San Francisco
Davidson/Valentini Award
- Robert Gant

Pioneer Award
- Del Martin
- Phyllis Lyon

Miglior film per la televisione
- A Girl Like Me: The Gwen Araujo Story
- Amore in sciopero